# Sara den Besten
Sara den Besten (16 de noviembre de 1973) es una deportista estadounidense que compitió en remo. Ganó dos medallas en el Campeonato Mundial de Remo, en los años 1998 y 1999, ambas en la prueba de cuatro scull ligero.

## Palmarés internacional
| Campeonato Mundial | Campeonato Mundial      | Campeonato Mundial | Campeonato Mundial  |
| Año                | Lugar                   | Medalla            | Prueba              |
| ------------------ | ----------------------- | ------------------ | ------------------- |
| 1998               | Colonia (Alemania)      | Medalla de plata   | Cuatro scull ligero |
| 1999               | St. Catharines (Canadá) | Medalla de oro     | Cuatro scull ligero |